# ジョブ (プロレス)
ジョブ（Job）は、プロレスにおける隠語の一種。やられ役を担当するプロレスラーが、予定通りないしは興行を盛り上げる形で対戦相手に敗北することを指す。「寝る」と表現されることもある。やられ役のことはジョバー（後述）と呼ばれる。ミスター高橋の『流血の魔術 最強の演技』ではジャブと表記してあるが、同じ意味である。

## ジョブの重要性
プロレスはショービジネスである以上、観客を満足させることが最優先である。そのため、アングルで勝利者とやられ役の間にドラマを展開させ、ビッグマッチにおける決着戦で予定通りにジョブを実行する。
通常は、各プロレス団体内で設定されている格に基づいてジョブの担当者が決定される。地方興行でのメインイベントはトップレスラーとジョバーを組み合わせたタッグマッチが行われることが多い。
勝利者の格によっては、トップクラスのレスラーがジョバーを務めることもある。日本の場合、カール・ゴッチやキラー・カール・コックスの来日第一戦の吉村道明がその好例で、「吉村クラスの実力者が」ゴッチ、コックスの必殺技を食って敗れることにより、来るべき力道山、ジャイアント馬場との決戦に向けた盛り上げ役を務めたものである。あるいは、ブルーザー・ブロディが初来日時にタッグマッチでジャイアント馬場からフォールを奪ったように、エース自らジョブに回る場合もある。

## ジョバー
ジョブを担当する負け役・やられ役を指す。団体が売り出そうとする新鋭や新参の大物選手、日本では初参戦の外国人レスラーなどに負ける役目を持つ。
従来より、アメリカのTVテーピング番組などでは無名選手や若手選手が、メインイベンター級のレスラーに一蹴される「ジョブ・ボーイ」としてその役割を担う場合が多く、相手の圧倒的な実力を宣伝するために数分で倒されることが大半である（このような試合をスカッシュ・マッチと呼ぶ場合がある）。その一方、AWAのバディ・ウォルフ、MACWのジン・アンダーソン、CWFのゴードン・ネルソンなど、ベテランの中堅選手が新鋭レスラーの「乗り越えるべき壁」としての重みを演出した上で敗北することもある。これにより、売り出し対象の選手に最初の苦難を乗り越えたという実績を付与することができる。この他、目的に応じて様々な負け方をする。
ジョバーがなによりも気をつけなければならないことは対戦相手の怪我で、団体が売り出そうとしている選手に大怪我などさせたら目も当てられない。特にデビュー間もない新人との対戦では相手が緊張してスティッフ（力が入りすぎてしまう状態）になりやすいので注意が必要とされる。
また、相手選手のキャラクターや魅力を観客にアピールできるように、対戦相手は相手の個性や強さを引き出しつつ上手に負ける必要もある（昭和期に日本の団体のリーグ戦でも白星配給係を務めていたビル・ホワイトは、その能力に長けた人物として称賛されている）。そのため、団体初登場レスラーのデビュー戦は、高い試合技術を持つ中堅選手がジョバーを担当することが多い。とくにこの傾向はWWEで顕著であり、1980年代ではS・D・ジョーンズが代表的なジョバーとしてその役目を務めていた。
かつての日本プロレス界では、腕に自信のある人間が道場破りに来た際は「何があっても責任はとらない」ということに同意する証文をとった上で、実力のあるジョバーに相手をさせ、徹底的に痛めつけてプロレスラーの強さを見せつけることもあった（普段リング上で負けているジョバーが圧倒的な勝利を収めることで、スター選手を危険な目に合わせること無くプロレスラーの強さを証明した）。
有名なところでは、北米では1970年代のロニー・ガービン、ドン・カヌードル、日本では1980年代前半までの藤原喜明のように、リングの上ではジョバーだが、実際には団体でも指折りの強者であるというレスラーも多い。彼らは「ポリスマン」とも呼ばれ、いざというときに団体・主催者等の意を汲んでシュートを行う際には有用な戦力となる。
また、アメリカではラリー・シャープ、ジョニー・ロッズ、アイアン・マイク・シャープ、ギルバーグなどのように、ジョバーを務めていた選手が引退後にプロレスラー養成所を開設し、後進の指導・育成に携わる場合も少なくない。